# Quilleco
Quilleco este un târg și comună din provincia Bío Bío, regiunea Bío Bío, Chile, cu o populație de 9.896 locuitori (2012) și o suprafață de 1121,8 km2.